# Crvenoruba guba
Crvenoruba guba (lat. Fomitopsis pinicola) gljiva je koja raste na crnogoričnom i rjeđe bjelogoričnom drveću.

## Opis
Plodno tijelo u obliku kopita ili trokutasto. Teško je i tvrdo, dužine do 30 cm ili više i do 15 cm debljine. Njegova je površina više ili manje glatka, u početku narančasto-žuta s bijelim rubom, kasnije tamno crvenkasto do smeđe, a zatim često s narančastom rubom. Površina pora blijedo žuta do kožno smeđa, 3 do 4 pore po mm. Raste na živim i mrtvim crnogoričnim ili (rjeđe) listopadnim stablima. Spore su blijedo žute i glatke. 
Plodno tijelo Fomitopsis pinicolae naziva se guba. To je drvenasto, plodonosno tijelo s porama obloženim basidijem na donjoj strani. Kao i u ostalim poliporima, plodonosno tijelo je višegodišnje s novim slojem pore proizvedenih svake godine na dnu starih pora. Pore su bjelkaste kad su mlade i postaju pomalo smeđe u dobi. Ova je gljiva nejestiva zbog svoje drvene teksture, ali korisna je kao trud za paljenje vatre. Gljiva se smatra i ljekovitom.

### Knjige
- Hobbs,C. Medicinal Mushrooms, Summertown 1995.

### Časopisi
- Karen S. Bishop Characterisatummertown 1995., str. 92. – 93. ion of Extracts and Anti-Cancer Activities of Fomitopsis pinicola,Nutrients. 2020. Feb 26;12(3):609.

- Limin Hao, Zhicun Sheng, Jike Lu, Ruyu Tao, Shiru Jia Characterization and antioxidant activities of extracellular and intracellular polysaccharides from Fomitopsis pinicola, Carbohydr Polym. 2016 May 5:141:54-9.

- Muhammad Toseef Zahid, Muhammad Idrees, Iram Abdullah, Wei Ying, Asmaa Hussein Zaki, Haiying Bao Antidiabetic Properties of the Red Belt Conk Medicinal Mushroom Fomitopsis pinicola (Agaricomycetes) Extracts on Streptozotocin-Induced Diabetic Rats,Int J Med Mushrooms. 2020;22(8):731-741.